# 杏林大学医学部付属病院
杏林大学医学部付属病院（きょうりんだいがくいがくぶふぞくびょういん、英語: Kyorin University Hospital）は、東京都三鷹市にある医療機関である。

## 基礎情報
病院データ
以下は2022年度の情報である。
- 許可病床数  1,137床
- 外来患者数  1986人/日
- 入院患者数  724人/日

理念
「あたたかい心のかよう、良質な医療を患者さんに提供します」

## 認定
- 特定機能病院
- 救急指定病院
- 東京都災害拠点病院
- 日本医療機能評価機構
- 東京DMAT指定医療機関
- がん診療連携拠点病院
- エイズ診療拠点病院
- 認知症疾患医療センター

## 先進医療
- 経皮的レーザー椎間板減圧術
- 難治性眼疾患に対する羊膜移植術
- 泌尿生殖器腫瘍後腹膜リンパ節転移に対する腹腔鏡下リンパ節郭清術

## 診療科

### 内科系
- 呼吸器内科
- 腎臓内科
- 循環器内科
- 消化器内科
- 感染症科
- 腫瘍内科
- リウマチ膠原病内科
- 神経内科
- 血液内科
- 糖尿病・内分泌・代謝内科
- 高齢診療科

### 外科系
- 消化器・一般外科
- 呼吸器・甲状腺外科
- 乳腺外科
- 小児外科
- 脳神経外科
- 心臓血管外科
- 整形外科
- 形成外科・美容外科
- 泌尿器科
- 眼科
- 耳鼻咽喉科・頭頸科
- 顎口腔外科
- 産婦人科
- 救急科

### 内科・外科以外
- 救急総合診療科（ATT）
- 精神神経科
- 小児科
- 皮膚科
- 放射線科
- 麻酔科
- リハビリテーション科
- 看護（相談）外来

### センター部門
- 高度救命救急センター[2]
- 総合周産期母子医療センター [3](母体救命対応)
- アイセンター[4]
- 脳卒中センター（SCU ; Stroke Care Unit）[5]
- もの忘れセンター[6]
- がんセンター
- 腎・透析センター
- 造血細胞治療センター
- 臓器・組織移植センター

## 沿革
- 1954年（昭和29年）1月：母体となる三鷹新川病院を開院
- 1970年（昭和45年）4月：杏林大学医学部を開設
- 1970年（昭和45年）8月：医学部付属病院を開院
- 1979年（昭和54年）10月：救命救急センターを開設
- 1993年（平成 5年）5月：新たに救命救急センター棟を開設し移転
- 1994年（平成 6年）4月：特定機能病院の承認
- 1994年（平成 6年）12月：救命救急センターが厚生省から高度救命救急センターに認定
- 1995年（平成 7年）11月：エイズ診療協力病院に認定
- 1997年（平成 9年）10月：総合周産期母子医療センターを開設
- 1999年（平成11年）1月：新たに外来棟を開設
- 2000年（平成12年）12月：新第１病棟を開設
- 2001年（平成13年）1月：放射線治療・核医学棟を開設
- 2003年（平成15年）6月：第2病棟増築（2病棟D棟）
- 2004年（平成16年）3月：病院機能評価を受審し認定
- 2005年（平成17年）5月：中央病棟を開設
- 2005年（平成17年）6月：外来化学療法室を開設
- 2006年（平成18年）5月：１、２次救急初期診療チーム・脳卒中治療専任チーム発足
- 2006年（平成18年）11月：もの忘れセンター開設
- 2007年（平成19年）8月：新外科病棟を開設
- 2008年（平成20年）2月：がん診療連携拠点病院に認定
- 2008年（平成20年）4月：がんセンター開設
- 2009年（平成21年）2月：病院機能評価を受審し認定
- 2012年（平成24年）2月：東京都認知症疾患医療センターに認定
- 2012年（平成24年）10月：新第3病棟を開設
- 2013年（平成25年）8月：第2病棟中央通りが開通
- 2014年（平成26年）3月：病院機能評価を受審し認定
- 2016年（平成28年）11月：外来治療センターを開設（化学療法室を拡充し名称変更）
- 2018年（平成30年）4月：東京都難病診療連携拠点病院に認定
- 2018年（平成30年）4月：がんゲノム医療連携病院に認定
- 2019年（令和元年）3月：病院機能評価を受審し認定

## 建物配置
- 外来棟

各診療科外来、内視鏡室、放射線科、外来手術室、レストラン
- 第1病棟

検査部、総合周産期母子医療センター、産婦人科、小児科、ナチュラルローソン、ATM(三菱UFJ銀行、みずほ銀行)
- 第2病棟

精神神経科、眼科、リハビリセンター、腎･透析センター、健康医学センター、ローソン、スターバックス、美容室
- 第3病棟

HCU、各内科診療科（一部除く）、脳卒中センター、耳鼻咽喉科、皮膚科
- 中央病棟

集中治療室、中央手術部、循環器科、心臓血管外科、化学療法
- 外科病棟

各外科診療科（一部除く）
- 高度救命救急センター

## アクセス

### 公共交通機関
病院周辺には以下のバス停があり、主にJR中央線の三鷹駅・吉祥寺駅と、京王線調布駅・仙川駅を発着する路線バスが通る。
- 杏林大学病院前バス停 - 外来棟東側の都道上にあり、病院側が三鷹駅・吉祥寺駅方面、道路挟んで向かい側が仙川駅・調布駅方面。発着する本数が最も多い。
- 杏林大学病院入口バス停 - 上記都道の更に東側を通る道沿いにあり、外来棟からは徒歩3分程度。
- 杏林大学病院バス停 - 外来棟前のロータリー（タクシー乗り場付近）にある。

以下、主なもののみ記載。
- 三鷹駅南口バスのりば（7番のりば）から以下の系統に乗車し、杏林大学病院前で下車。
  - 鷹54系統 - 仙川（京王線仙川駅入口）行き、新川団地中央行き
  - 鷹61系統 - 調布駅北口行き
  - 鷹62系統 - 晃華学園東「meedo」行き
- 吉祥寺駅公園口バスのりば（7番のりば）から以下の系統に乗車し、杏林大学病院前で下車。
  - 吉03系統 - 仙川（京王線仙川駅入口）行き、新川団地中央行き
- つつじヶ丘駅北口バス乗り場から、みたかシティバス新川・中原ルートに乗車し、杏林大学病院で下車。
- 仙川駅から徒歩5分「仙川」バス停を出発するいずれかの便（三鷹駅行き・吉祥寺駅行き）に乗車し、杏林大学病院前で下車。
- 調布駅北口バス乗り場（11番のりば）から「鷹61系統：三鷹駅南口行き」に乗車し、杏林大学病院前で下車。

また、構内にタクシー乗り場・待機場が設置されている。

### 車
- 中央自動車道 調布インターチェンジから、出口料金所の先を左（新宿・調布方面）に進み、国道20号（甲州街道）の下布田交差点を左折して三鷹通りに入る。その後、深大寺五差路交差点を斜め右に入り、更に青看板「吉祥寺」の案内に従って進行する。
- 首都高速4号新宿線 高井戸出口を出て直進（都道14号・東八道路）し、杏林大学病院北交差点を左折する。